# Wybory generalne w Zimbabwe w 2013 roku
Wybory generalne w Zimbabwe w 2013 roku odbyły się 31 lipca. Trzema głównymi kandydatami byli: dotychczasowy prezydent kraju Robert Mugabe (ZANU-PF), lider opozycyjnej MDC - Morgan Tsvangirai oraz Welshman Ncube. Wybory wygrał ponownie Mugabe, który stał na czele Zimbabwe przez 33 lata, początkowo jako premier, a od 1987 jako prezydent. Zwycięstwem zapewnił sobie władzę przez kolejną 5-letnią kadencję. Równolegle odbyły się wybory parlamentarne, które wygrała partia Mugabe - Narodowy Związek Zimbabwe - Front Patriotyczny (ZANU-PF).

## Tło
Robert Mugabe sprawuje rządy w Zimbabwe od 1980 roku. Jest odpowiedzialny za doprowadzenie kraju do stanu największego w historii kraju kryzysu gospodarczego. W 1980 objął władzę jako premier, a od 1987 jest prezydentem.
W 2002 roku przegrał wybory, ale ich wyniki zostały później sfałszowane. W 2008 r. jego ówczesny rywal Morgan Tsvangirai uzyskał oficjalnie w głosowaniu 48%, przed Mugabem (43%). Zwolennicy Mugabe ponieśli bunt wobec Tsvangiraia, w wyniku których zginęło ok. 200 ludzi. Przed drugą turą wyborów Tsvangirai zrezygnował z udziału, chroniąc się w ambasadzie Holandii. Na mocy kompromisu został następnie premierem. Sam Mugabe sprawuje władze w sposób dyktatorski, zapowiedział jednak swoją gotowość do ustąpienia z urzędu w razie porażki
Były to pierwsze wybory po zaakceptowaniu nowej konstytucji w referendum z 16 marca 2013.
Nowy projekt konstytucji zakładał ograniczenie władzy prezydenta do dwóch pięcioletnich kadencji. Ponieważ nowe prawo nie obowiązywało wstecz, 89-letni wówczas Mugabe, który sprawuje władzę w Zimbabwe od 33 lat, wystartował w wyborach prezydenckich.

## Wyniki wyborów

### Wybory prezydenckie
| Kandydat                                   | Partia                                     | Liczba głosów | %      |
| ------------------------------------------ | ------------------------------------------ | ------------- | ------ |
| Robert Mugabe                              | ZANU-PF                                    | 2 110 434     | 61,09% |
| Morgan Tsvangirai                          | MDC-T                                      | 1 172 349     | 33,94% |
| Welshman Ncube                             | MDC-N                                      | 92 637        | 2,68%  |
| Dumiso Dabengwa                            | ZAPU                                       | 25 416        | 0,74%  |
| Kisinoti Mukwazhe                          | ZDP                                        | 9 931         | 0,29%  |
| Głosy nieważne                             | Głosy nieważne                             | 69,280        | –      |
| Łącznie                                    | Łącznie                                    | 3 480 347     | 100%   |
| Osoby upoważnione do głosowania/frekwencja | Osoby upoważnione do głosowania/frekwencja | 5,874,115     | 59,24% |
| Źródła: ZBC The Herald                     |                                            |               |        |

Zdecydowane zwycięstwo Mugabe odrzucił Tsvangirai, który ogłosił, że zwróci się do sądu, Unii Afrykańskiej, do Wspólnoty Rozwoju Afryki Południowej (SADC) by zbadały przebieg wyborów. Ogłosił również, że jego partia MDC-T nie wejdzie w skład rządu wyłonionego na drodze nieuczciwych wyborów.
Unia Europejska ogłosiła, że wybory w Zimbabwe były nieprzejrzyste i odnotowano liczne nieprawidłowości. Obserwatorzy z Zachodu nie zostali dopuszczeni do Zimbabwe. Ich afrykańscy odpowiednicy zaakceptowali przebieg głosowania, jednak niezależni obserwatorzy doszukali się licznych fałszerstw szczególnie przy rejestracji wyborców.
Z list wyborczych zmazywano młodych obywateli Zimbabwe głosujących na Tsvangiraia, z kolei na listach wyborców znalazło ponad 116 tys. osób liczących sobie ponad sto lat, a także prawie milion nazwisk ludzi, którzy zmarli lub wyjechali z kraju. Uniemożliwiano głosowanie ludziom w miastach, w których elektorat był przychylny głównemu kandydatowi opozycji. Natomiast na terenach wiejskich, gdzie ludność głosowała przeważnie na Mugabe, udział w wyborach uniemożliwiono tylko nielicznym. Obliczono też, że w jednej trzeciej okręgów wyborczych wyborców okazało się więcej niż mieszkańców.
W swoim pierwszym przemówieniu Mugabe powiedział, że jego zwycięstwo w wyborach jest nieodwołane, a "ci, którzy są zaszokowani swoją porażką mogą iść się powiesić, jeśli mają na to ochotę". Prezydent dodał również, że "jeśli umrą, nawet psy nie będą jadły ich ciał".

### Wybory parlamentarne
Wyniki wyborów do niższej izby parlamentu Izby Zgromadzenia liczącej 210 miejsc.
| Partia                                                   | Liczba głosów | % | Mandaty |
| -------------------------------------------------------- | ------------- | - | ------- |
| Narodowy Związek Zimbabwe - Front Patriotyczny (ZANU-PF) |               |   | 158     |
| Ruch na rzecz Demokratycznej Zmiany (MDC-T)              |               |   | 51      |
| Inne partie                                              |               |   | 0       |
| Niezależni                                               |               |   |         |
| Łącznie                                                  |               |   | 210     |
| Osoby upoważnione do głosowania/Frekwencja               |               |   | –       |
| Source: EISA                                             |               |   |         |

11 września 2013 Mugabe zniósł urząd premiera Zimbabwe, a na czele rządu stał prezydent.